# Asota egens
Asota egens là một loài bướm đêm thuộc họ Erebidae. Nó được tìm thấy ở Nhật Bản và the Oriental tropics, phía đông đến New Guinea.
Sải cánh dài 54–60 mm.
Ấu trùng ăn các loài Ficus.

## Phụ loài
- Asota egens andamana (quần đảo quần đảo quần đảo Andaman)
- Asota egens confinis (Philippines: Luzon, Mindanao và đảo Sibuyan)
- Asota egens egens (China, India, Indonesia, Japan, Malaysia, Philippines, Singapore, Taiwan, Thailand và Vietnam)
- Asota egens indica (India)
- Asota egens intermissa (Indonesia)
- Asota egens inversa (Indonesia)
- Asota egens macrosticta (Enggano)
- Asota egens nebulosa (Borneo)
- Asota egens onusta (Nias)
- Asota egens reducta (Philippines: Palawan, Mindoro)
- Asota egens sumbana (Sumba)

## Hình ảnh

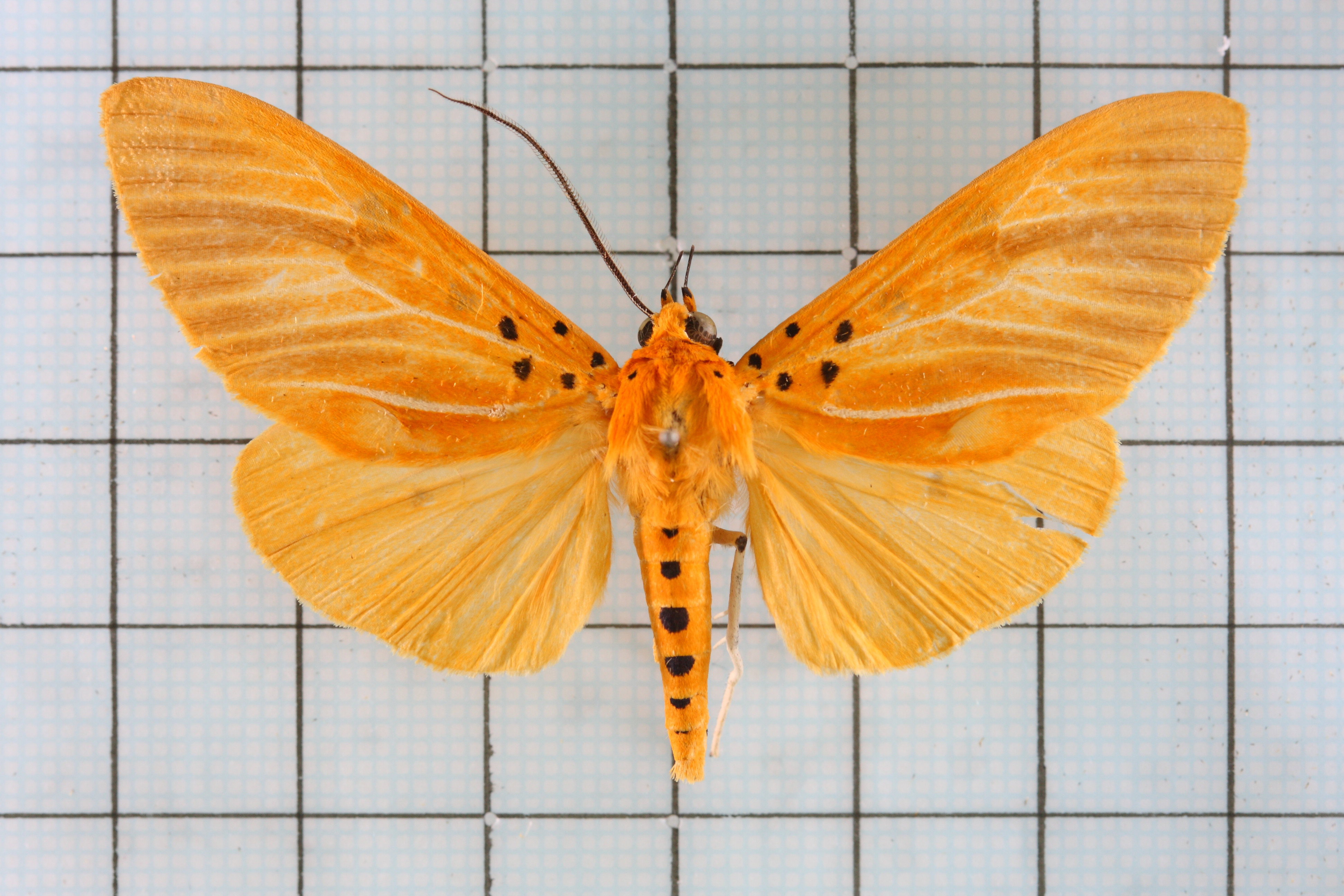
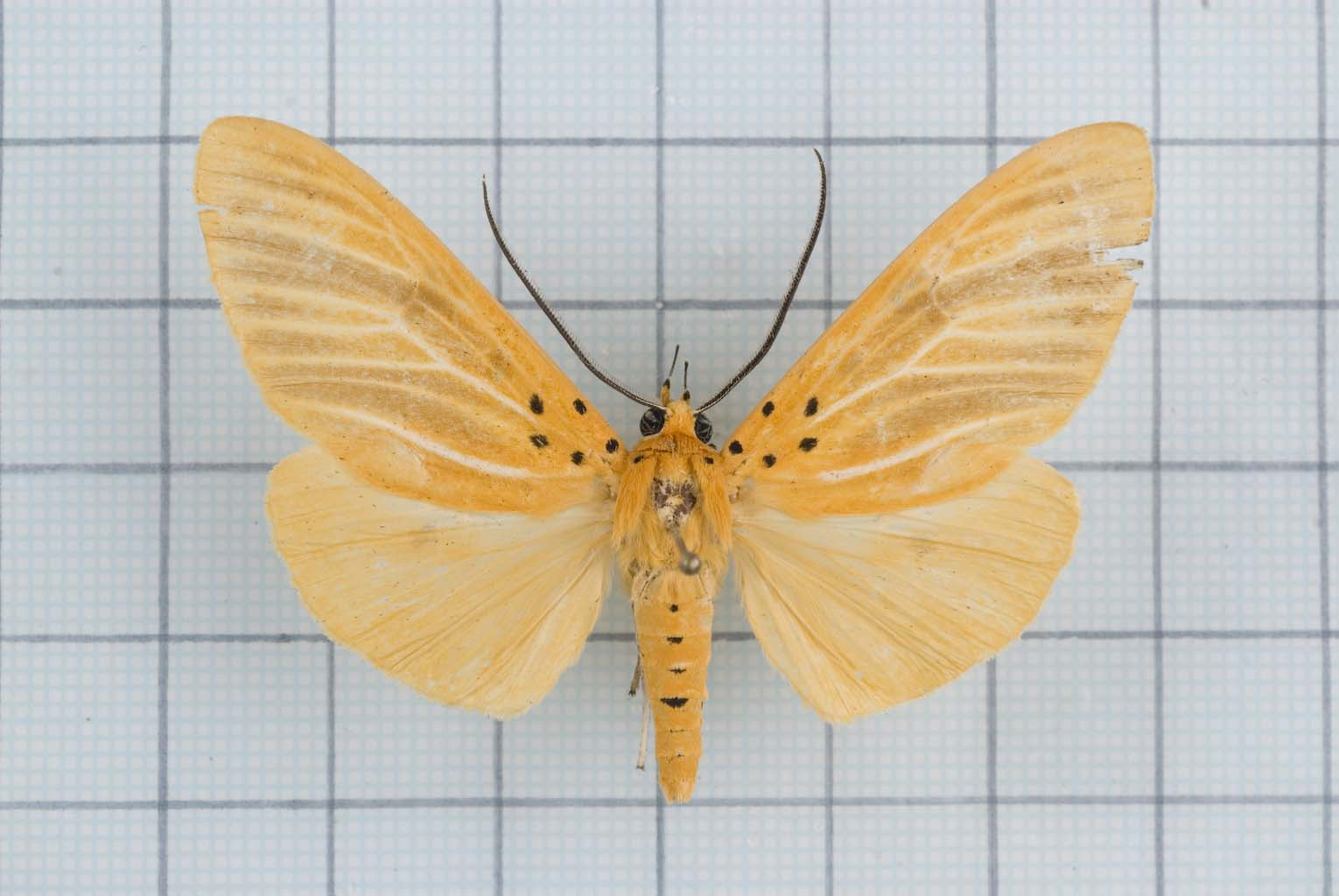